# Juan Herrera López
Juan Herrera López   (Estepona, 22 de maig de 1908 - Madrid, 11 de gener de 1988) fou un militar espanyol, Capità general de les Illes Balears en els darrers anys del franquisme.
En 1925 ingressà a l'Acadèmia d'Infanteria de Toledo i en 1930 fou destinat a la Legió Espanyola. Durant la Segona República Espanyola fou destinat com a tinent als Regulars i participà en la repressió de la revolució de 1934 a Astúries. El cop d'estat del 18 de juliol de 1936 el va sorprendre a Ceuta, tot unint-se als revoltats. El 1937 va ascendir a capità i en acabar la guerra civil espanyola a comandant per mèrits de guerra en 1943, a tinent coronel en 1951 i a coronel en 1959. En 1965 ascendí a general de brigada i fou nomenat subinspector de tropes de la Comandància General de Melilla i després governador militar de Saragossa i de Sevilla. En novembre de 1971 fou nomenat Capità general de les Illes Balears. Deixà el càrrec el maig de 1974 quan fou nomenat conseller del Consell Suprem de Justícia Militar. En 1978 va passar a la reserva.